# Léo Gariépy
Pour les articles homonymes, voir Gariépy.
Le sergent Léo Gariépy (3 octobre 1912 - 12 septembre 1972) est un soldat canadien ayant participé à la libération de Courseulles-sur-Mer lors du débarquement de Normandie.

## Enrôlement militaire
Il sert dans les Canadian Grenadiers Guards du 29 mars 1929 au 23 janvier 1936. Il entre ensuite au Collège militaire royal de Saint-Jean. Il est muté au Royal Canadian Dragoons le 3 septembre 1938 et intègre le 1st Hussars le 18 février 1941.

## Seconde Guerre mondiale
Léo Gariépy arrive à Liverpool, au Royaume-Uni, le 23 novembre 1941.

### Débarquement de Normandie
Le 5 juin 1944 à 21h00, le navire qui embarque Léo Gariépy à destination de Juno Beach largue les amarres. À minuit, les éléments se déchaînent. L'humidité, le froid, la houle et le mal de mer épuisent Léo et les autres soldats. À l'aube, les chefs de char effectuent les dernières vérifications de l'équipement amphibie et de l'armement. L'affrontement débute, les navires lance-fusées ouvrent le feu. Le commandant de bord informe les tankistes que l'état-major proclame la mer trop agitée et que la péniche les débarquera sur la plage. Devant la détermination des soldats qui se sont entraînés à ce type de situation et la peur d'être empalé dans les barges, l'officier donne l'ordre d'ouvrir les rampes. La péniche met cap au vent et le blindé de Léo sort le premier. La mer rend difficile la mise en formation et face au désordre, Léo donne l'ordre de foncer droit vers la plage. Un sous-marin miniature fait surface et guide le véhicule amphibie à travers les obstacles. Les chenilles touchent enfin terre. L'avance dans le sable mou est lent et difficile. À 6h45, le 6 juin 1944, Léo Gariépy atteint la ferme de la plage avec 15 minutes de retard. Des dix-neuf chars lancés en mer, neuf atteindront la plage malgré les tirs de mortiers et de mitrailleuses.

#### Premier objectif
Le sergent Gariépy dirige son char vers la rive droite de la rivière Seulles et tire à plusieurs reprises sur son premier objectif, la Maisonnette, une casemate camouflée cachant un canon de 88 mm. La riposte cesse et croyant l'endroit désaffecté et sécuritaire, l'équipe en profite pour manger et reprendre des forces. Un tir soulevant le char oblige Léo à reprendre la position de tir. Après quelques tirs, Léo se dirige ensuite à l'arrière et réussit à faire tomber l'épaisse porte de la casemate.

### Courseulles-sur-Mer
Léo Gariépy dirige ensuite son blindé vers un rail de chemin de fer. Face à un fossé antichar, le chef d'un AVRE (Armoured Vehicle Royal Engineers) accepte de stationner son char dans ce trou pour faire office de pont, ce qui fera gagner de précieuses minutes. Arrivé sur la route principale et craignant les mines, Léo décide de se « construire » une ruelle à travers les murs des jardins et les maisons tout en suivant une route parallèle à la mer. Le char doit s'arrêter ; un camion-gazogène bloque son avancée. Léo sort la tête du char et apostrophe trois individus pour qu'ils enlèvent le camion. Comme ils sont étonnés d'entendre parler français, Léo doit expliquer qu'il est canadien.
Il arrive ensuite devant la mairie, rue de la Mer, et continue vers le cimetière. Après l'attaque d'un nid de mitrailleuses, Léo donne l'ordre de tirer sur une immense demeure au fond d'un parc. Une trentaine de soldats et d'officiers allemands sortent les bras au ciel de la  Kommandantur qui est le quartier général des communications du secteur. C'est le premier groupe d'Allemands pris vivants de l'opération Overlord. Les prisonniers sont pris en charge par l'infanterie et Léo cherche un point de rencontre avec son escadron. Ils se rendent près de l'entrée du cimetière, il est 8h30. L'infanterie prend possession du Clos-Charlotte et de la Kommandantur. Le contact radio rétabli, le capitaine Smuck donne l'ordre de se regrouper sur la place du Marché et d'éliminer les mortiers en poste sur la route de Reviers. La population est de plus en plus présente dans les rues, quand survient une nouvelle attaque. Un canon camouflé réussit à détruire cinq blindés avant qu'il ne soit arrêté par un tir du canonnier de Léo.
Selon l'ouvrage De Sable et d'Acier de Peter Caddick-Adams, c'est à l'occasion de la réduction d'un point de résistance via un tir de son char que, voyant une femme partir en courant d'un bâtiment avec un bébé dans ses bras, Gariépy serait descendu de son tank et se serait précipité à l'étage de la maison. Découvrant alors une femme française avec un fusil dans les mains auprès du cadavre de son petit ami allemand il l'aurait abattue.
Léo fut réprimandé par le capitaine pour avoir tiré sur une cible à bout portant, environ 30 pieds (9m). Sur le chemin de Fontaine-Henry, Léo reçu l'ordre de faire demi-tour. Dans son élan, il était le seul à proximité de Caen.

### Falaise
Le 14 août 1944, il est un des premiers arrivés dans Falaise, que les derniers détachements allemands essayaient encore de défendre. À ce moment, seule la mitrailleuse de son blindé fonctionne encore. Il tombe sur un nid de soldat allemands composé de 320 hommes, dont 18 officiers, pour servir 18 canons. À la vue du tank qui fait sauter un amas de munition, le commandant allemand décide de se rendre, croyant à l'arrivée rapide de renforts alliés. Léo escorte les prisonniers dans un camp situé à 5 milles (8 km) plus loin.
À la suite de cette opération, ses commandants lui donnent l'ordre de retourner au Canada pour compléter son cours d'officier. Léo refuse et effectue de nombreuses autres opérations en Belgique, en Hollande et en Allemagne. Le 14 juin 1945, il prend l'avion pour le retour au pays avant d'être muté vers le Pacifique. Le 13 juillet 1945, Léo est de retour à Montréal.

### Batailles
- Opération Overlord (Juno Beach)
- Opération Spring
- Poche de Falaise

### Décorations
- Croix de guerre 1939-1945 de la République française avec Étoile de bronze[5]
- Étoile de 1939-1945
- Étoile France-Allemagne
- Médaille de la défense
- Médaille canadienne du volontaire avec barette
- Médaille de la guerre de 1939-1945

### L'après guerre
Vu les nombreux changements d'affectation et le peu de possibilité d'avancement, Léo demande de quitter les forces. Il sera libéré honorablement du service militaire à Toronto le 11 septembre 1947.

## Retour en Normandie
En mars 1964, il écrit au maire de Courseulles-sur-Mer pour le mettre au courant de sa visite, qu'il compte effectuer pour le 20e anniversaire du débarquement. Il prend un avion d'Air France pour Paris grâce aux tarifs  préférentiels destinés aux anciens combattants. Arrivé à Paris, il se rend immédiatement à Caen en train et va à l'ancienne  Kommandantur et au Clos-Charlotte. Un gardien  présent l'interpelle et à la suite de sa demande de visite de l'ancien champ de bataille, ce dernier le conduit à la mairie. La secrétaire insiste donc pour faire rencontrer Léo et le maire Jean-Pierre Baudard. Lors d'une visite à l'Hôtel de Paris, un homme s'approche de Léo pour lui dire : « Je n'étais pas né en 1944. permettez-moi de vous serrer la main », avec une grande émotion face à un tel événement.
Le maire en profite pour l'honorer et pour "se faire du capital politique". Léo déménage à Courseulles-sur-Mer en 1967. En décembre 1970, il fait renflouer un char coulé lors du débarquement, le Bold, avec l'aide d'une entreprise locale et de l'armée canadienne. Le blindé est ensuite utilisé pour ériger un monument rendant hommage aux soldats canadiens, le Mémorial Léo Gariépy inauguré en juin 1971 avec l'aide financière de nombreux régiments militaires canadiens. Il est le cœur d'une exposition au Centre Juno Beach en 2006.

## Sources
- Jacques Henry, La Normandie en flammes : journal de guerre du capitaine Gérard Leroux, officier d'intelligence au Régiment de la Chaudière : Jacques Henry,..., Condé-sur-Noireau, Condé-sur-Noireau, France: Éditions Charles Corlet, cop., 1984, 454 p. (ISBN 2-85480-078-8, BNF 34755720)
- À l'assaut de Juno, documentaire, Tim Wolochatiuk, 2010, 88 minutes